# Rotrude (frankisk prinsessa)
Rotrude född 775, död 6 juni 810, var en frankisk prinsessa; dotter till kejsar Karl den store och Hildegard av Vinzgouw.
Rotrude utbildades i palatskolan i Aachen av Alcuin, som tyckte om henne och kallar henne Columba i sina brev till henne. Hon var 781-788 trolovad med kejsar Konstantin VI av Bysans som en del av en politisk allians, och grekerna gav henne namnet Erythro och sände en munk, Elisaeus, för att undervisa henne i grekisk kultur och språk. Alliansen mellan Bysans och Franken bröts 786 och trolovningen bröts 788 av Irene (bysantinsk kejsarinna). 
Hon hade ett förhållande med Rorgo av Rennes och fick en son med honom; Louis, Abbot av Saint-Denis (800 – 9 januari 867), men hon gifte sig aldrig. Hon förblev ogift: Karl den store ville inte låta sina döttrar gifta sig, möjligen för att han betraktade eventuella svärsöner och dottersöner som potentiella politiska problem.
Samma år som hennes son föddes placerades hon i kloster hos sin faster Gisela, som var abbedissa i Chelles, där hon också själv blev nunna. Rotrude och Gisela författade år 800 ett brev till Alcuin av York, som fick honom att författa Commentaria i Johannem Evangelistam.  